# (39758) 1997 EA31
(39758) 1997 EA31 est un astéroïde de la ceinture principale d'astéroïdes découvert en 1997.

## Description
(39758) 1997 EA31 a été découvert le 5 mars 1997 à l'observatoire de Kitt Peak, situé dans l'Arizona (États-Unis), par le projet Spacewatch de l’université de l'Arizona.

### Caractéristiques orbitales
L'orbite de cet astéroïde est caractérisée par un demi-grand axe de 2,93 ua, un périhélie de 2,66 ua, une excentricité de 0,09 et une inclinaison de 5,02° par rapport à l'écliptique. Du fait de ces caractéristiques, à savoir un demi-grand axe compris entre 2 et 3,2 ua et un périhélie supérieur à 1,666 ua, il est classé, selon la JPL Small-Body Database, comme objet de la ceinture principale d'astéroïdes.

### Caractéristiques physiques
(39758) 1997 EA31 a une magnitude absolue (H) de 14,7 et un albédo estimé à 0,245.